# 39 a.C.
39 a.C. foi um ano comum do século I a.C. que durou 365 dias. De acordo com o Calendário Juliano, o ano teve início e terminou a um sábado. a sua letra dominical foi B.
| Ano completo                   |
| ------------------------------ |
| Ano comum com início ao sábado |

## Eventos
- Lúcio Márcio Censorino e Caio Calvisio Sabino, cônsules romanos.[1]
- César Augusto faz sua barba pela primeira vez.[2][Nota 1]
- César Augusto se divorcia de Escribônia no dia que ela dá a luz sua filha, para se casar com Lívia.[2]
- As despesas dos triúnviros se tornam tão grandes que eles passam a aceitar qualquer um no Senado, até mesmo soldados, filhos de libertos ou, em um caso especial, um escravo;[3] este escravo se chamava Maximus, e foi reconhecido por seu senhor quando ia se tornar questor, e foi expulso; outro escravo, que estava servindo como pretor, foi executado, jogado da rocha Tarpeia, após ter sido libertado.[4]
- Assinatura do Pacto de Messina,[carece de fontes?] que estabeleceu um armistício entre Sexto Pompeu e o segundo triunvirato[5]
- A  filha de Sexto Pompeu torna-se noiva de Marco Marcelo, sobrinho de Augusto.[6][Nota 2]
- Públio Ventídio Basso, enviado por Antônio à Ásia, derrota os partos e o romano Quinto Labieno, aliado dos partas, e recupera a Síria; na guerra, Pácoro I da Pártia (Pharnapates) foi morto, e Quinto Labieno foi capturado.[7]
- Cneu Domício Calvino, comandante das forças romanas na Hispânia, pune as tropas desertoras com o decimatio.[8] Em seguida, ele derrota os rebeldes Cerretani, e recebe um triunfo por esta vitória.[9]

## Nascimentos
- Antónia Major, filha mais velha de Marco António, avó de Nero e de Messalina
- Júlia, filha de César Augusto e Escribônia.[2]